# Damora cynara
Damora cynara är en fjärilsart som beskrevs av Fabricius 1777. Damora cynara ingår i släktet Damora och familjen praktfjärilar. Inga underarter finns listade i Catalogue of Life.